# Salvia mellifera
Salvia mellifera är en kransblommig växtart som beskrevs av Edward Lee Greene. Salvia mellifera ingår i släktet salvior, och familjen kransblommiga växter. Inga underarter finns listade i Catalogue of Life.

## Bildgalleri

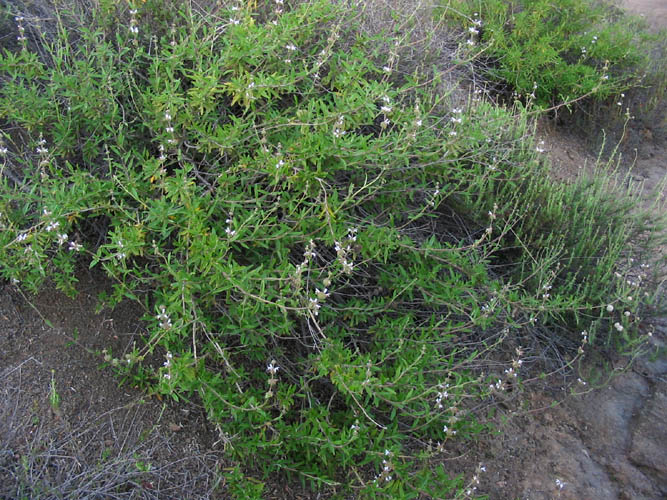
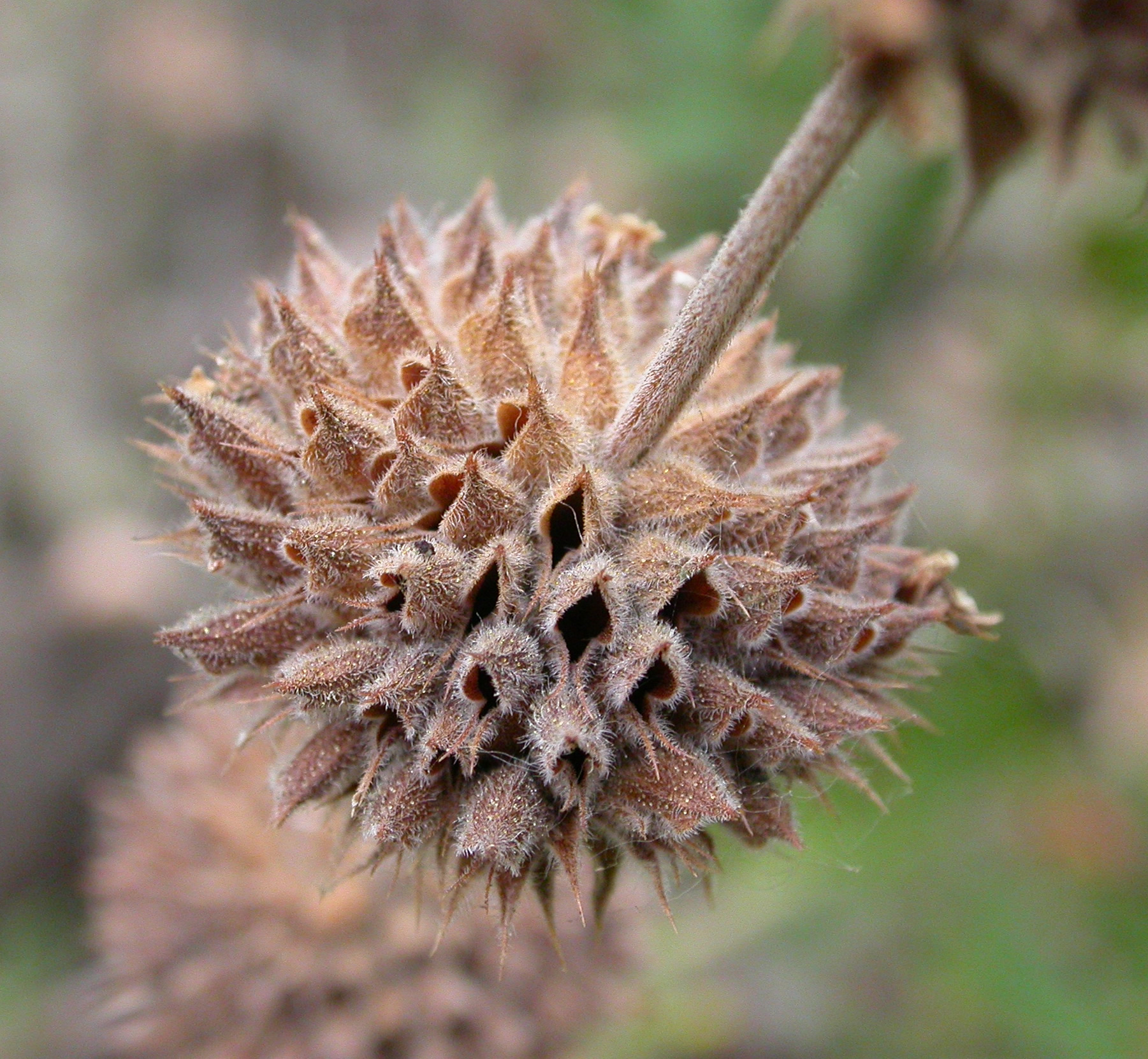
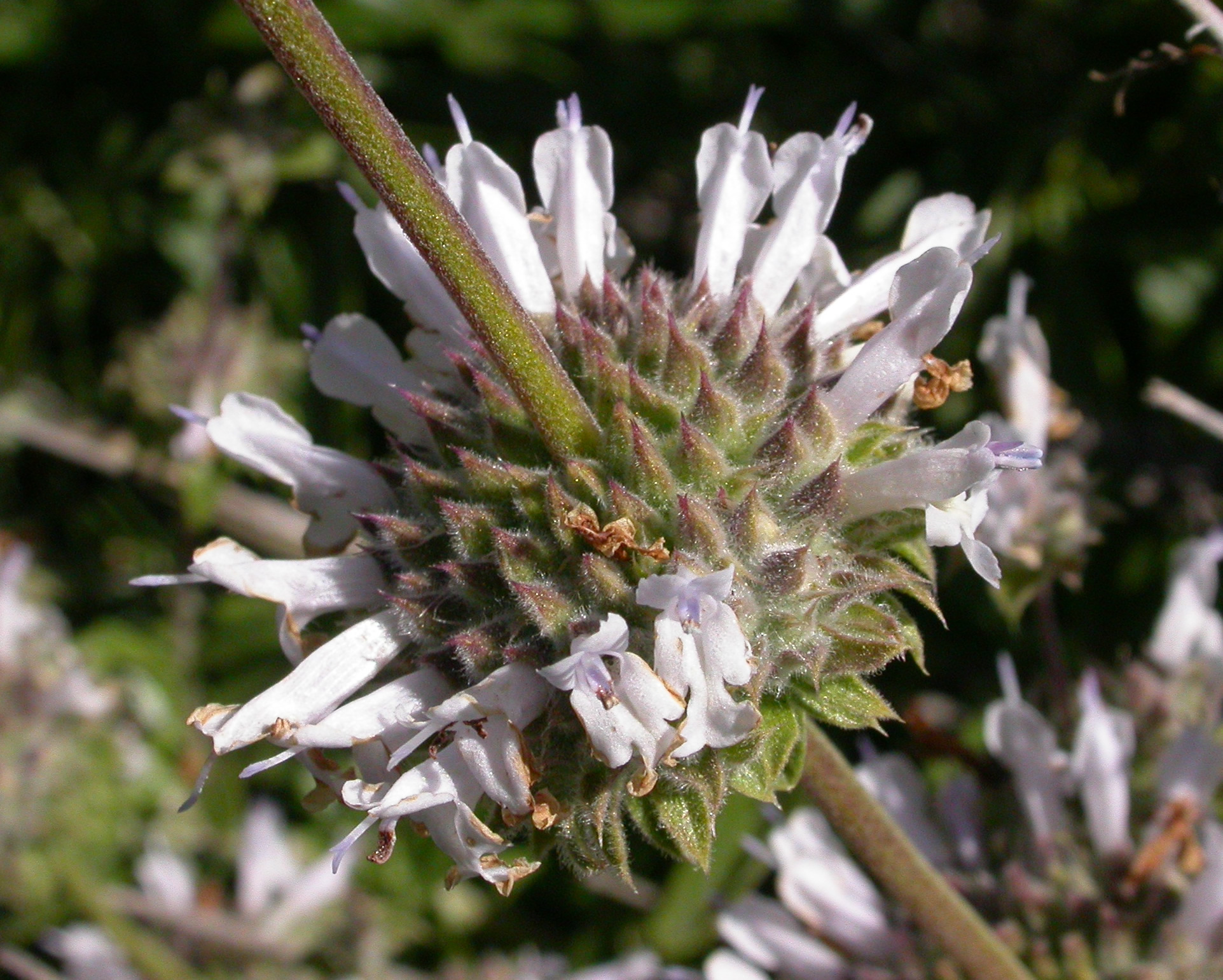
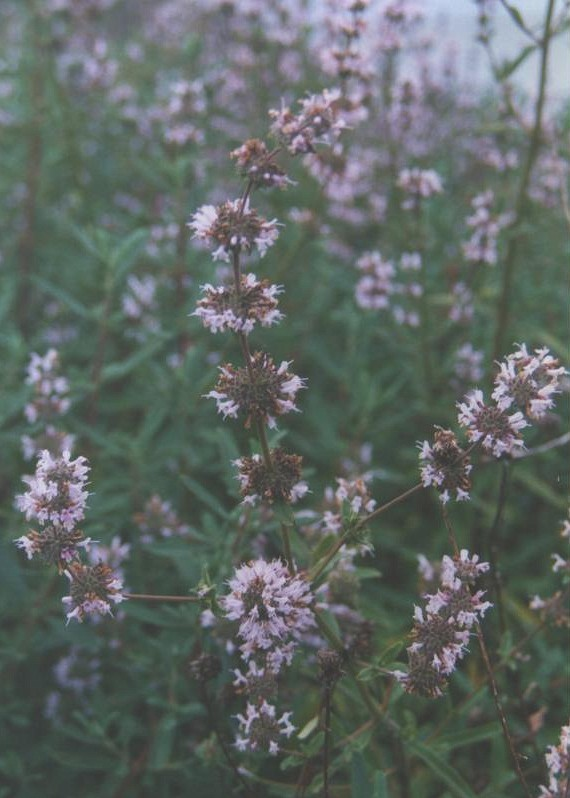